# Polycarpicae
Polycarpicae is een beschrijvende plantennaam, voor een orde van tweezaadlobbige planten, de naam betekent "de planten met vele vruchtbladen". Het Wettstein-systeem gebruikte deze naam voor een orde met de volgende samenstelling:
- orde Polycarpicae
  - familie Anonaceae [sic, nu: Annonaceae ]
  - familie Aristolochiaceae
  - familie Berberidaceae
  - familie Calycanthaceae
  - familie Canellaceae
  - familie Ceratophyllaceae
  - familie Eupomatiaceae
  - familie Gomortegaceae
  - familie Hernandiaceae
  - familie Himantandraceae
  - familie Hydnoraceae
  - familie Lactoridaceae
  - familie Lardizabalaceae
  - familie Lauraceae
  - familie Magnoliaceae
  - familie Menispermaceae
  - familie Monimiaceae
  - familie Myristicaceae
  - familie Nymphaeaceae
  - familie Rafflesiaceae
  - familie Ranunculaceae
  - familie Trochodendraceae

Volgens Wettstein zijn er in deze orde twee groepen te onderscheiden, waarvan de tweede bestaat uit de Berberidaceae, Ceratophyllaceae, Lardizabalaceae, Nymphaeaceae en Ranunculaceae. De planten uit de eerste groep zijn vaak houtige planten, met olie- of slijmcellen in het blad en de stam. Deze planten (van de eerste groep) zijn weer terug te vinden in de subklasse Magnoliidae volgens Cronquist, verdeeld over de ordes Aristolochiales, Illiciales, Laurales en Magnoliales. Ook is ze enigszins vergelijkbaar met de Magnoliiden volgens APG.